# Кріс Лестер
Крістофер Джеймс Лестер (англ. Christopher James Lester, нар. 27 жовтня 1994) - північноірландський футболіст, півзахисник англійської команди Болтон Вондерерз, що виступає в першому футбольному дивізілні Англії. Нині перебуває в оренді в ФК Честер.

## Життєпис
Народився 27 жовтня 1994 року в місті Салфорд, Англія. За етнічною приналежністю мав право грати за збірну Північної Ірландії.
Вперше в заявці Болтон Вондерерз з'явився в матчі Кубку Англії проти Сандерленда, що закінчився внічию. Згодом знову з'явився на лавці запасних у матчі проти Мідлсборо. Відсутність ігрової практики спонукала Кріса і його партнера по команді Конора Уілкінсона перейти в оренду в Честер.
У вересні 2013 року його було номіновано на здобуття нагороди «Молодий Талант». 22 квітня 2014 він дебютував за Болтон, замінивши на полі Чу-Янг Лі у матчі проти Лестер Сіті.